# Weber Cup
La Weber Cup, o Copa Weber, es una competición de bolos entre los equipos masculinos de Europa y de EE. UU. Los equipos compiten durante tres días en una serie de partidos individuales, de dobles y por equipos. Su nombre es en honor al legendario jugador Dick Weber.
La Weber Cup es equivalente a la Ryder Cup en golf y la Mosconi Cup en billar.

## Resultados
| Año  | Lugar               | Ganador        | Ganador | Perdedor       | Perdedor |
| ---- | ------------------- | -------------- | ------- | -------------- | -------- |
| 2000 | Varsovia, Polonia   | Estados Unidos | 18      | Europa         | 11       |
| 2001 | Dagenham, R.U.      | Estados Unidos | 18      | Europa         | 12       |
| 2002 | Sheffield, R.U.     | Estados Unidos | 18      | Europa         | 13       |
| 2003 | Manchester, R.U.    | Europa         | 18      | Estados Unidos | 14       |
| 2004 | Manchester, R.U.    | Europa         | 18      | Estados Unidos | 11       |
| 2005 | Barnsley, R.U.      | Europa         | 18      | Estados Unidos | 16       |
| 2006 | Barnsley, R.U.      | Estados Unidos | 18      | Europa         | 17       |
| 2007 | Barnsley, R.U.      | Estados Unidos | 17      | Europa         | 15       |
| 2008 | Barnsley, R.U.      | Estados Unidos | 17      | Europa         | 13       |
| 2009 | Barnsley, R.U.      | Europa         | 17      | Estados Unidos | 11       |
| 2010 | Barnsley, R.U.      | Europa         | 17      | Estados Unidos | 13       |
| 2011 | Barnsley, R.U.      | Estados Unidos | 17      | Europa         | 15       |
| 2012 | Barnsley, R.U.      | Estados Unidos | 17      | Europa         | 7        |
| 2013 | Barnsley, R.U.      | Europa         | 17      | Estados Unidos | 14       |
| 2014 | Barnsley, R.U.      | Europa         | 17      | Estados Unidos | 16       |
| 2015 | Barnsley, R.U.      | Europa         | 17      | Estados Unidos | 8        |
| 2016 | Manchester, R.U.    | Europa         | 19      | Estados Unidos | 11       |
| 2017 | Barnsley, R.U.      | Europa         | 19      | Estados Unidos | 12       |
| 2018 | Milton Keynes, R.U. | Estados Unidos | 19      | Europa         | 10       |
| 2019 | Las Vegas, EE.UU    | Estados Unidos | 18      | Europa         | 14       |
| 2020 | Coventry, R.U.      | Estados Unidos | 23      | Europa         | 18       |

### Resultado histórico
| Equipo         | Victorias | Derrotas |
| -------------- | --------- | -------- |
| Estados Unidos | 11        | 10       |
| Europa         | 10        | 11       |